# Tijdschrift voor Sociologie
Het Tijdschrift voor Sociologie (TvS) werd opgericht in 1980 door de Vlaamse Vereniging voor Sociologie en bestond tot en met 2013. Het was het enige wetenschappelijke sociologische tijdschrift in Vlaanderen. Het werd driemaandelijks uitgegeven door Uitgeverij Acco.
Het Tijdschrift voor Sociologie bevatte bijdragen uit het brede domein van de sociale wetenschappen. Het richtte zich op het Nederlands taalgebied en bracht zowel wetenschappelijke artikels als onderzoeksnota's en boekbesprekingen. Het hanteerde internationale kwaliteitsstandaarden (anonieme peer review) en genoot een hoge waardering. Zo werd het onder meer geïndexeerd in de internationale databank Sociological Abstracts.
Het archief van 1980 tot en met 2004 van het Tijdschrift voor Sociologie was ooit gratis beschikbaar op de website van de Vereniging Voor Sociologie.
In oktober 2013 werd door redactie en Vereniging voor Sociologie te stoppen met het tijdschrift wegens te weinig ingestuurde artikelen en te weinig abonnees. In december 2013 verscheen het tijdschrift voor de laatste keer. In juni 2014 werd het opgevolgd door het tijdschrift Sociologos.